# Фуенте-ель-Ольмо-де-Іскар
Фуенте-ель-Ольмо-де-Іскар (ісп. Fuente el Olmo de Íscar) — муніципалітет в Іспанії, у складі автономної спільноти Кастилія-і-Леон, у провінції Сеговія. Населення — 80 осіб (2010).
Муніципалітет розташований на відстані близько 120 км на північний захід від Мадрида, 47 км на північний захід від Сеговії.

## Демографія
Динаміка населення (INE ):